# Oreta
Oreta là một chi bướm đêm thuộc phân họ Drepaninae.